# 尖塘鳢属
尖塘鳢属为鰕虎鱼目鰕虎鱼亚目塘鱧科下的一个属，主要分布在澳大利亚和新几内亚，但也有一些（斑駁尖塘鱧、O. siamensis、O. uroleadingmoides和O. urolookingmus）分布在东南亚。

## 下属物种
- 高鰭尖塘鱧（Oxyeleotris altipinna）
- 印尼尖塘鱧（Oxyeleotris aruensis）
- 盲尖塘鱧（Oxyeleotris caeca）
- 纓尖塘鱧（Oxyeleotris fimbriata）
- 蝌蚪尖塘鱧（Oxyeleotris gyrinoides）
- 異齒尖塘鱧（Oxyeleotris heterodon）
- 線紋尖塘鱧（Oxyeleotris lineolatus）
- 斑駁尖塘鱧（Oxyeleotris marmorata）：又稱雲斑尖塘鱧、筍殼魚。
- 無孔尖塘鱧（Oxyeleotris nullipora）
- 少孔尖塘鱧（Oxyeleotris paucipora）
- 塞氏尖塘鱧（Oxyeleotris selheimi）
- 似尾斑尖塘鱧（Oxyeleotris urophthalmoides）
- 尾斑尖塘鱧（Oxyeleotris urophthalmus）
- 威氏尖塘鱧（Oxyeleotris wisselensis）

## 扩展阅读
- 維基物種上的相關：尖塘鱧属
- WoRMS数据：http://www.marinespecies.org/aphia.php?p=taxdetails&id=270149 （页面存档备份，存于）